# Charnod
Charnod ist eine französische Gemeinde im  Département Jura in der Region Bourgogne-Franche-Comté. Sie gehört außerdem zum Arrondissement Lons-le-Saunier und zum Kanton Moirans-en-Montagne. 
Die Nachbargemeinden sind Vosbles-Valfin im Osten und Nordosten, Aromas im Süden, Villeneuve-lès-Charnod im Westen sowie Montlainsia im Nordwesten.

## Bevölkerungsentwicklung
| Jahr                       | 1962 | 1968 | 1975 | 1982 | 1990 | 1999 | 2008 | 2017 |
| Einwohner                  | 82   | 67   | 62   | 57   | 50   | 43   | 46   | 40   |
| Quellen: Cassini und INSEE |      |      |      |      |      |      |      |      |

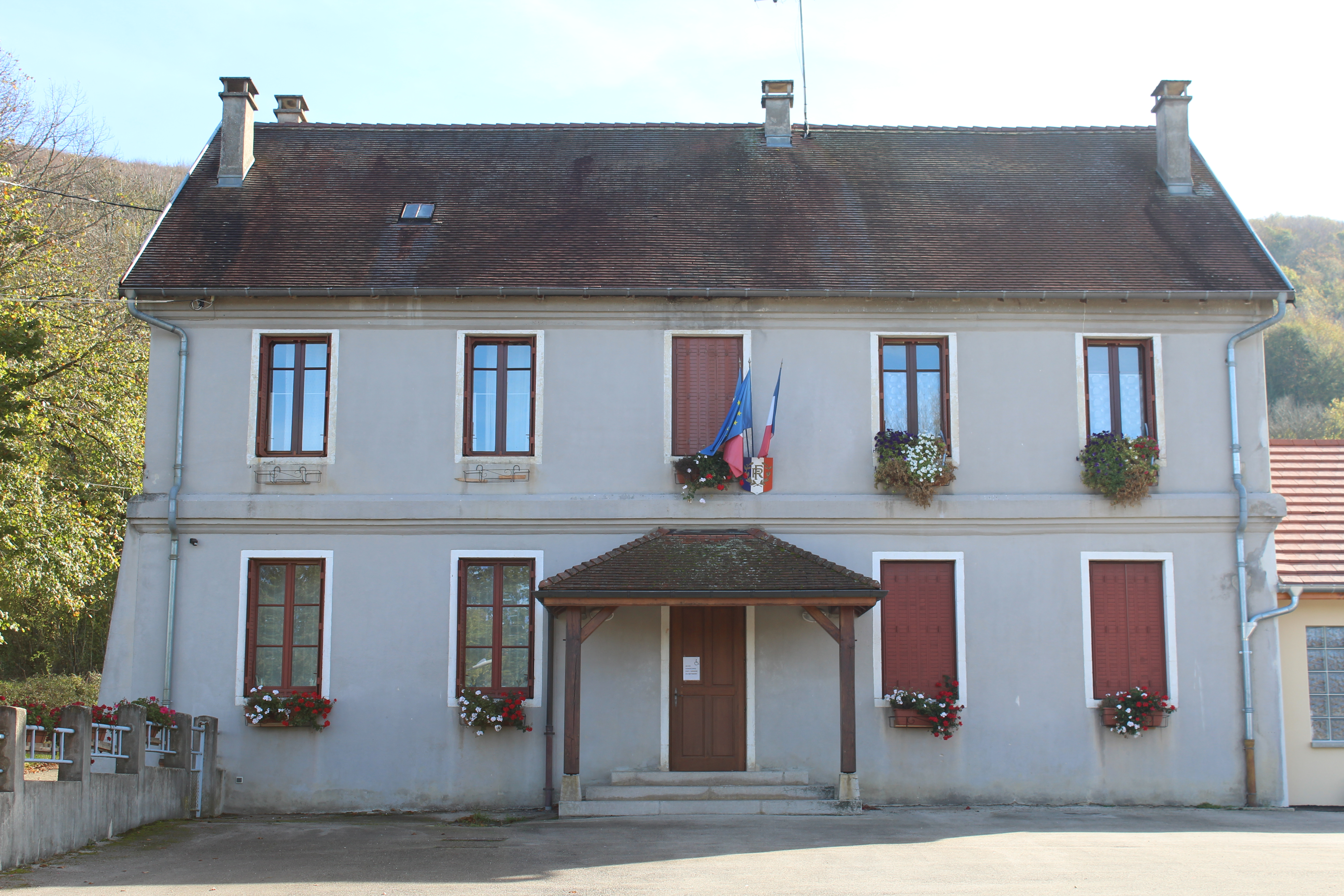
Mairie Charnod
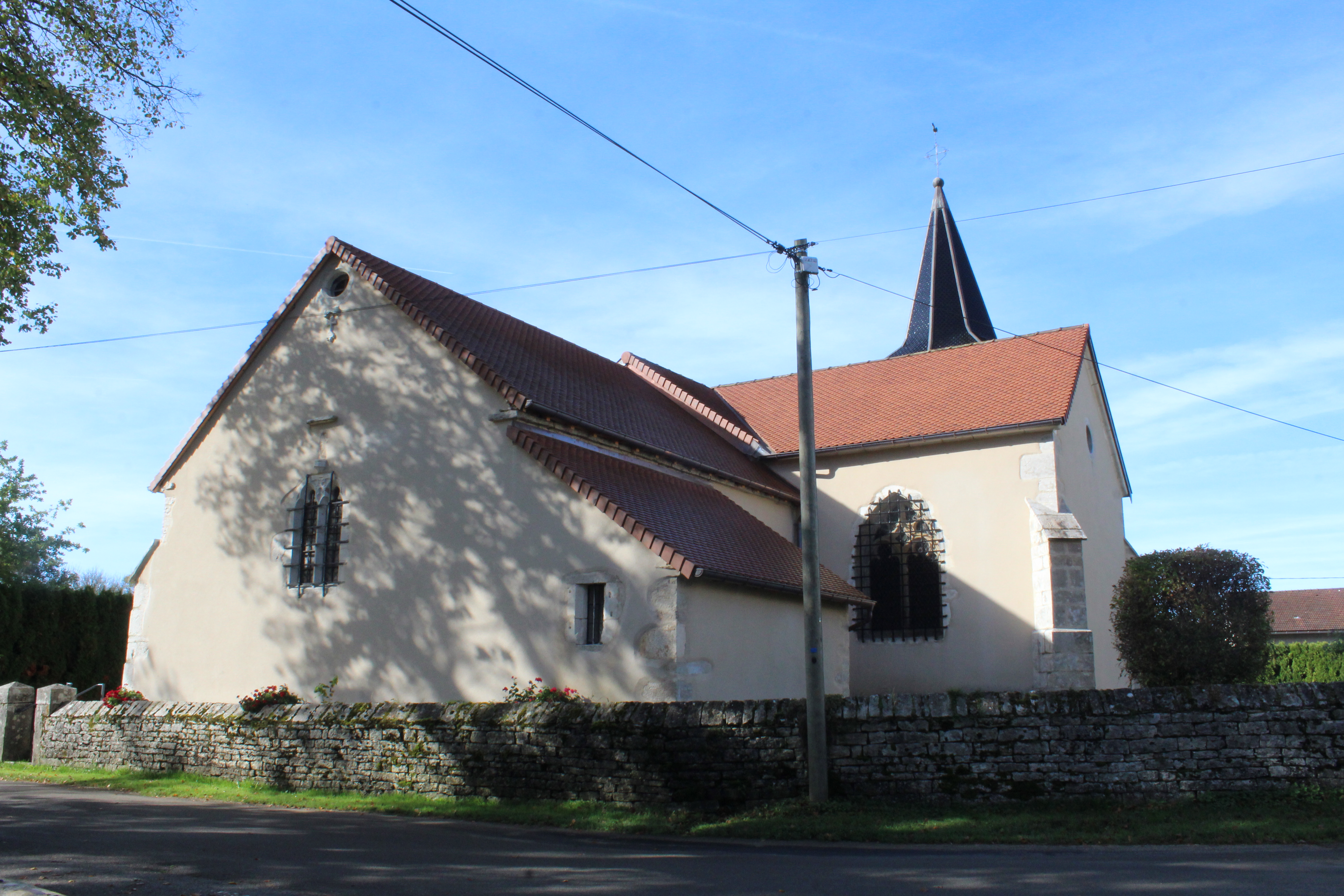
Kirche St. Peter und Paul